# بلک‌هیل، ویکتوریا
بلک‌هیل (به انگلیسی: Black Hill) یک حومه شهر در استرالیا است که در ویکتوریا (استرالیا) واقع شده‌است.